# Сант'Анђело ин Коле (Сијена)
Сант'Анђело ин Коле је насеље у Италији у округу Сијена, региону Тоскана.
Према процени из 2011. у насељу је живело 204 становника. Насеље се налази на надморској висини од 424 м.